# Norman Lamont

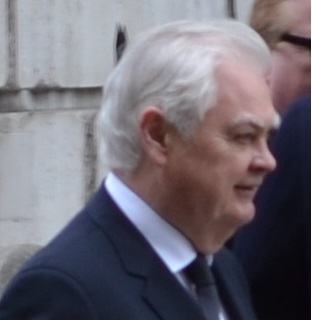
Norman Lamont nel 2013

Norman Lamont (Isole Shetland, 8 maggio 1942) è un politico britannico. È stato membro del Partito Conservatore. Nel 1998 è diventato Pari del Regno Unito e membro della Camera dei Lords, con il titolo di Barone Lamont di Lerwick.

## Biografia
Dopo aver conseguito la laurea a Cambridge, presso il Fitzwilliam College, iniziò a lavorare per la banca Rothschild. Nel 1970 si candidò con i conservatori alle elezioni per la Camera dei Comuni, ma fu sconfitto da John Prescott. Entrò in Parlamento due anni dopo, in seguito ad una vittoria in un'elezione suppletiva.

## Al governo
Dopo la vittoria dei conservatori nel 1979, Lamont occupò diversi ruoli di governo, come sottosegretario all'Industria, alla Difesa e all'Energia. Dal 1986 al 1993 rimase al Ministero del Tesoro, rivestendo tutte le principali cariche: Segretario finanziario al Tesoro, Segretario Capo al Tesoro (il ministro responsabile della gestione dei fondi statali e del loro assegnamento ai vari ministeri) ed infine, quando John Major divenne Primo Ministro, Cancelliere dello Scacchiere.
Da Cancelliere sostenne l'adesione del Regno Unito al sistema di cambi europeo, già avviata da Major. Durante i primi anni '90, il Regno Unito fu colpito da una recessione economica che causò un aumento della disoccupazione. La persistenza della situazione economica negativa costrinse Lamont e Major a decidere l'uscita della sterlina dallo SME dopo il Mercoledì nero.
L'evento intaccò l'immagine del Partito Conservatore ed in parte compromise la reputazione di Lamont. Circolarono voci per cui Lamont, dopo la decisione di svalutare la sterlina, fu sorpreso a cantare felicemente sotto la doccia. In seguito Lamont e Major scaricarono l'uno addosso all'altro le responsabilità del Mercoledì Nero.
Le forti perdite di consenso nelle elezioni suppletive del maggio 1993 portarono alle polemiche dimissioni di Lamont, che dichiarò intervenendo alla Camera dei Comuni di essere uscito "da un Governo senza potere". Da allora si è sempre dichiarato euro-scettico.